# 横川信夫
横川 信夫（よこかわ のぶお、1901年8月1日 - 1975年11月10日）は、昭和期の農林官僚、政治家。参議院議員（1期）、栃木県知事（公選第4-7代）。

## 来歴・人物
栃木県宇都宮市の出身。宇都宮中学校、第二高等学校理科甲類を経て、1925年東京帝国大学農学部卒業、農林省に入省。青森営林局の技手を振り出しに林野畑を歩き、1939年満洲国林野局計画課長、1944年同林野総局林産課長、1945年東満総省林政庁長となる。
同年、ソ連軍の侵攻によりシベリアに抑留される。1948年に帰国。林野庁に入り、1950年に林野庁長官になる。
退官後の1953年の第3回参議院議員通常選挙全国区に自由党から出馬して当選する。参議院議員在任中に法務政務次官を務めるが、1959年の栃木県知事選挙に自由民主党から立候補して当選、以後4期務めた。
「明るく住みよい豊かな郷土の建設」というスローガンと“仏の信やん”と呼ばれた親分肌気質で県政を運営、高度経済成長の波に乗って県内に7か所の工業団地を建設、更に自治医科大学と獨協医科大学の誘致に成功して農業県であった栃木県の工業化、近代化を推進した。1971年秋の叙勲で勲二等旭日重光章受章。1974年に病に倒れ4期目途中で辞任。1975年11月10日死去、74歳。死没日をもって勲一等瑞宝章追贈、従六位から従三位に叙される。